# Waldhausen (Seubersdorf in der Oberpfalz)
Waldhausen ist ein Ortsteil von Seubersdorf in der Oberpfalz, einer Gemeinde im Landkreis Neumarkt in der Oberpfalz im Oberpfälzer Jura in der Oberpfalz. Der Ort hatte im Dezember 2024 121 Einwohner.

## Geographie
Das Kirchdorf liegt einen Kilometer nordöstlich von Batzhausen; über die dorthin führende Gemeindestraße ist sie an die Staatsstraße 2660 angebunden. In Waldhausen fließt der Waldhauser Bach, der im Nachbarort Finsterweiling in den Lupenbach mündet. Dieser wiederum fließt in die Schwarze Laaber.

## Geschichte
Die erstmalige urkundliche Erwähnung von Walthusen findet sich im Salbuch des bayerischen Herzogs Ludwig der Strenge. Laut dieser Eintragung von 1285 gehörte ein Hof von Waldhausen zum Güterbestand des wittelsbachischen Amtes Velburg. Zehentbesitzer in Waldhausen waren im 14. Jahrhundert die Herren von Ehrenfels (Beratzhausen).
Eine starke grundherrschaftliche Zersplitterung kennzeichnete die einstigen Besitzverhältnisse. Anrechte besaßen im 16. Jahrhundert u. a. die Velburger Kirchen St. Wolfgang und St. Johann, der Rat zu Velburg, die Herrschaft Velburg, die Nürnberger, die Parsberger und die Pfarrei Waldhausen (Pfarrwiden). Ein Großfeuer von 1604 und die Kriegsfolgen sorgten danach für weitere Veränderungen.
Bei einer statistischen Erhebung von 1734 wurden in Waldhausen 15 Anwesen registriert. 1808 wurde Waldhausen vom Königlich-Bayerische Staatsministerium des Innern (zur Zeit Maximilian von Montgelas) der neuen Ruralgemeinde Batzhausen unterstellt.
Bei der Entstehung der politischen Kommunen in den Jahren 1818 bis 1821 wurde Waldhausen eine selbstständige Gemeinde. Ab dem Jahr 1830 gehörte Waldhausen wieder zu Batzhausen, das am 1. Mai 1978 nach Seubersdorf eingemeindet wurde.

## Sehenswürdigkeiten
Die katholische Filialkirche St. Leonhard ist denkmalgeschützt und stammt aus dem Jahre 1676. Vermutungen lassen darauf schließen, dass die Waldhauser Kirche, ebenfalls wie die Oberweilinger Kirche St. Mariä Geburt, früher eine Wehrkirche war, da die Wehrmauer noch vollständig erhalten ist. Kirchweih wird in Waldhausen am 9. November gefeiert.
- Siehe auch Liste der Baudenkmäler in Waldhausen